# Tunnel de dérivation
Ne doit pas être confondu avec Conduite forcée ou Canal (voie d'eau).
Pour un article plus général, voir Dérivation (hydrologie).

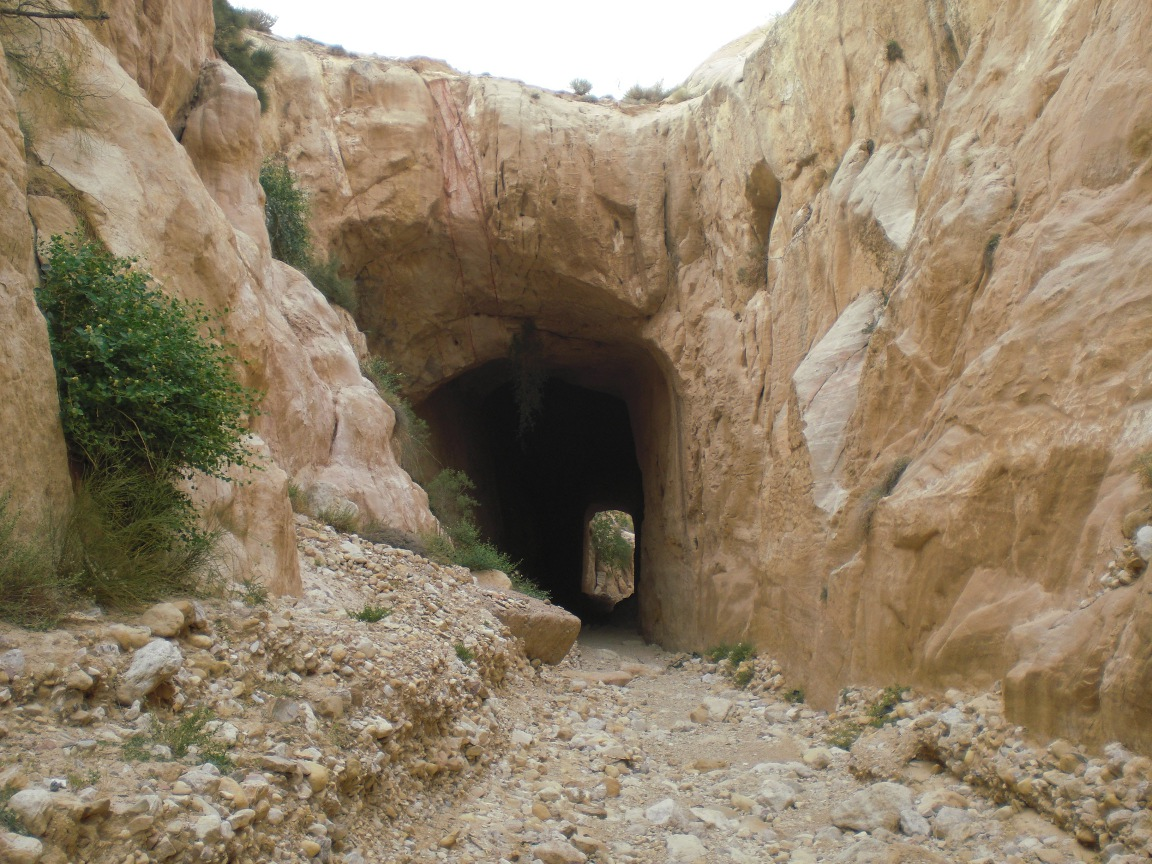
Tunnel de dérivation antique à Pétra à l'entrée du Sîq, dans l'actuelle Jordanie, pour détourner les eaux de pluie vers la cité.

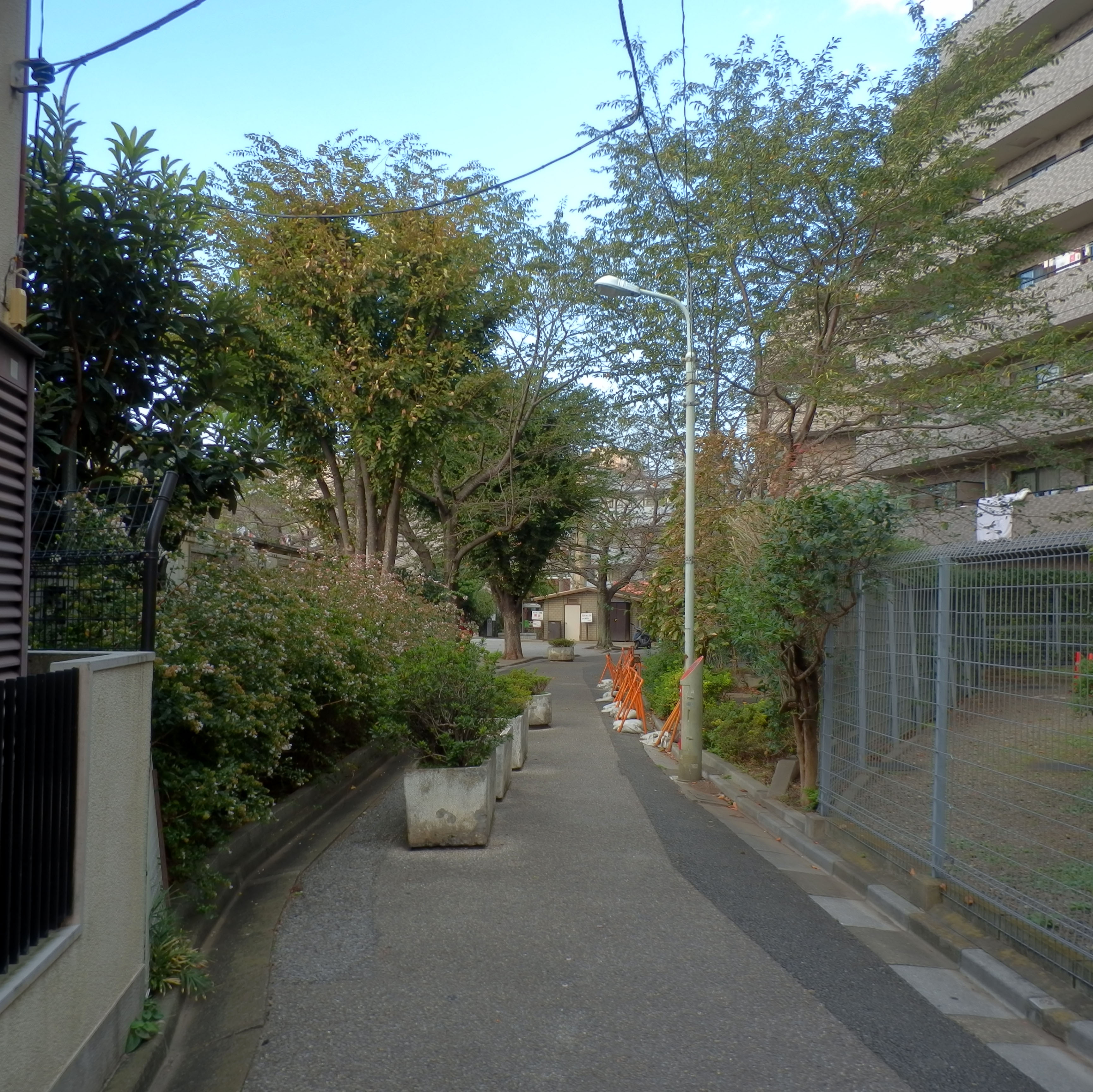
Vue d'une petite rue de Tokyo sous laquelle passe le tunnel de dérivation de la Kanda-gawa.

Un tunnel de dérivation est un type de tunnel servant à détourner tout ou partie d'un cours d'eau ou les eaux de pluie, en les faisant passer sous un obstacle naturel comme une montagne mais sans nécessairement les faire changer de bassin versant. Il n'a pas vocation à être utilisé pour la navigation, l'irrigation, le transport d'eau potable ou encore la production hydroélectrique ; il permet une alternative à l'écoulement naturel de l'eau d'un talweg.

## Utilisation
Une telle infrastructure peut être construite dans un but préventif afin de constituer une voie de secours au cours d'eau si son lit venait à être subitement obstrué à grande échelle, par exemple par un glissement de terrain. C'est le cas en France du tunnel de dérivation de la Tinée à la hauteur du glissement de terrain de la Clapière ; un autre exemple est celui devant être aménagé dans une ancienne galerie le long de la Romanche au niveau des Ruines de Séchilienne. Dans cette configuration, le tunnel vise typiquement à empêcher le stockage de l'eau en amont du barrage naturel par la formation d'un lac. Outre l'inondation provoquée par le lac en lui-même, une crue subite et dévastatrice menace les populations et les infrastructures en aval si le barrage naturel venait à se rompre soudainement, entraînant la vidange rapide du lac.
Il peut aussi avoir une utilité pour écrêter une crue en absorbant un excédent d'eau comme c'est le cas pour la Kanda-gawa, une rivière du Japon dont le cours de situe en intégralité dans la partie urbaine de Tokyo et dont le régime hydrologique a provoqué de nombreuses inondations par le passé.
Un tunnel de dérivation peut être une solution de détournement d'un cours d'eau dans le cadre de la construction d'un barrage comme ce fut le cas pour le barrage de Vouglans dans le Jura français.